# Ubåtsklass Typ VII

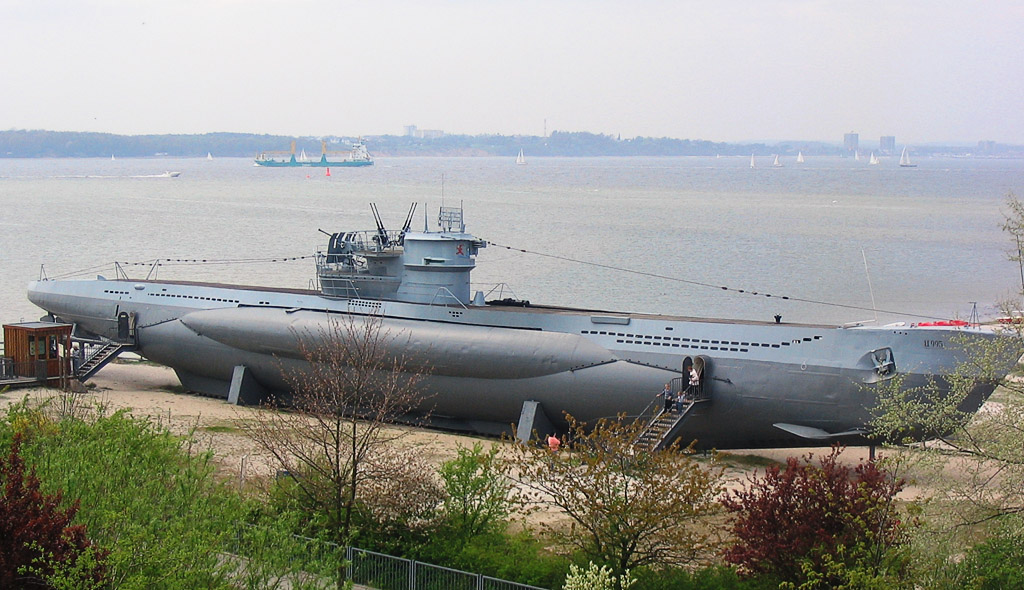
En typ VII-ubåt i Laboe, Schleswig-Holstein.

Ubåtsklass Typ VII (tyska: U-boot-klasse VII eller U-boot Typ VII) var under andra världskriget den vanligaste typen av ubåtar i Tysklands Kriegsmarine och tillverkades i ett flertal olika underklasser. 
Fler än 700 producerades och ytterligare 160 hade planerats, men avbröts i och med de nya Typ XXI-ubåtarnas lansering. En berömd ubåt av den här typen är U-96 som Lothar-Günther Buchheim befann sig i och grundade sina idéer till den internationella bästsäljarromanen Ubåt på, en bok som sedan även blev filmatiserad som Das Boot.

## Underklasser

### Typ VII A
Typ VII A ubåtarna designades 1933 och 1934 som de första i en ny generation attackubåtar. De blev populära hos besättningarna och var mycket kraftigare än de mindre Typ II-ubåtarna som de ersatte. Tio ubåtar av den här klassen tillverkades, alla sänktes under andra världskriget.

#### Lista över Typ VII A ubåtar
- U-27, U-28, U-29, U-30, U-31, U-32, U-33, U-34, U-35, U-36

#### Allmänna karaktärsdrag
- Totalvikt: 915 ton
- Totallängd: 64,5 meter
- Totalbredd: 5,85 meter
- Höjd: 9,5 meter
- Drivkraft: I ytläge 2310 hästkrafter (1700 kilowatt), i undervattensläge 750 hästkrater (560 kilowatt)
- Hastighet: I ytläge 17 knop (31 km/h), i undervattensläge 8 knop (15 km/h)
- Räckvidd: I ytläge 10 000 km vid 10 knops (19 km/h) hastighet, i undervattensläge 150 km vid 4 knops (7 km/h) hastighet
- Torpeder: 11 stycken (4 torpedtuber i fören, 1 torpedtub i aktern)
- Däcksbeväpning: 8,8 cm SK C/35 kanon
- Besättning: 42–46 personer
- Maxdjup: 220 meter

### Typ VII B
Det enda markanta nackdelen med Typ VII A var den begränsade bränslekapaciteten, så 24 Typ VII B byggdes mellan 1936 och 1940 som hade ytterligare 33 ton bränsle i externa tankar, vilket lade på 4000 kilometer i räckvidd vid 10 knops (18,52 km/h) hastighet i ytläge. Typ VII B var snäppet snabbare än föregångaren och hade även två roder för ökad smidighet. De olika klasserna hade likadan beväpning bortsett från att Typ VII B hade lagringsutrymme för ytterligare tre torpeder.

#### Lista över Typ VII B ubåtar
- U-45, U-46, U-47, U-48, U-49, U-50, U-51, U-52, U-53, U-54, U-55, U-73, U-74, U-75, U-76, U-83, U-84, U-85, U-86, U-87, U-99, U-100, U-101, U-102

#### Allmänna karaktärsdrag
- Totalvikt: 1040 ton
- Totallängd: 66,5 meter
- Totalbredd: 6,2 meter
- Höjd: 9,5 meter
- Drivkraft: I ytläge 3200 hästkrafter (2400 kilowatt), i undervattensläge 750 hästkrafter (560 kilowatt)
- Hastighet: I ytläge 17,9 knop (33 km/h), i undervattensläge 8 knop (15 km/h)
- Räckvidd: I ytläge 14000 km vid 10 knops (19 km/h) hastighet, i undervattensläge 150 km vid 4 knops (7 km/h) hastighet
- Torpeder: 14 stycken (4 torpedtuber i fören, 1 torpedtub i aktern)
- Däcksbeväpning: 8,8 cm SK C/35 kanon
- Besättning: 44–48 personer
- Maxdjup: 220 meter

### Typ VII C
Typ VII C var den vanligaste tyska u-båtsklassen med 568 exemplar i tjänst under kriget. Den första sjösattes 1940 med namnet U-69. Klassen var en modifierad version av föregångaren Typ VII B men med liknande motorer och drivkraft, trots det var den långsammare på grund av den större tyngden. Vissa av Typ VII C ubåtarna utrustades även med snorklar för att kunna få in frisk luft från ytan i undervattensläge om dieselmotorerna skulle användas istället för de svagare elektriska motorerna. Ubåten i filmen Das Boot är av denna typ.

#### Lista över Typ VII C ubåtar
Se artikel här: Lista över Typ VII C ubåtar
- U-95, U-96, U-331, U-552

#### Allmänna karaktärsdrag
- Totalvikt: 1070 ton
- Totallängd: 67,1 meter
- Totalbredd: 6,2 meter
- Höjd: 9,6 meter
- Drivkraft: I ytläge 3200 hästkrafter (2400 kilowatt), i undervattensläge 750 hästkrafter (560 kilowatt)
- Hastighet: I ytläge 17,7 knop (33 km/h), i undervattensläge 7,6 knop (14 km/h)
- Räckvidd: I ytläge 13700 ?? km vid 10 knops (19 km/h) hastighet, i undervattensläge 125 km vid 4 knops (7 km/h) hastighet
- Torpeder: 14 stycken (4 torpedtuber i fören, 1 torpedtub i aktern)
- Däcksbeväpning: 8,8 cm SK C/35 kanon
- Besättning: 44–52 personer
- Maxdjup: 220 meter

### Typ VII D
Typ VII D ritades mellan 1939 och 1940, och var en förlängd version av Typ VII C som kunde lägga ut undervattensminor. Sex exemplar byggdes och sjösattes, men endast en fanns kvar efter kriget.

#### Lista över Typ VII D ubåtar
- U-213, U-214, U-215, U-216, U-217, U-218

#### Allmänna karaktärsdrag
- Totalvikt: 1285 ton
- Totallängd: 76,9 meter
- Totalbredd: 6,4 meter
- Höjd: 9,7 meter
- Drivkraft: I ytläge 3200 hästkrafter (2400 kilowatt), i undervattensläge 750 hästkrafter (560 kilowatt)
- Hastighet: I ytläge 16,7 knop (31 km/h), i undervattensläge 7,3 knop (14 km/h)
- Räckvidd: I ytläge 17900?? km vid 10 knops (19 km/h) hastighet, i undervattensläge 110 vid 4 knops (7 km/h) hastighet
- Torpeder: 14 stycken (4 torpedtuber i fören, 1 torpedtub i aktern)
- Däcksbeväpning: Ingen
- Besättning: 46–52 personer
- Maxdjup: 200 meter

### Typ VII F
Typ VII F designades år 1941 och fungerade främst som torpedtransporter. De var de största av de tidigare Typ VII ubåtarna och hade lagringsutrymme för 39 torpeder. De saknade dock däcksbeväpning. Fyra ubåtar av den här typen byggdes, två som tjänstgjorde i Fjärran östern, och två som tjänstgjorde i Atlanten.

#### Lista över Typ VII F ubåtar
- Stationerade i Fjärran östern: U-1059, U-1062
- Stationerade i Atlanten: U-1060, U-1061

#### Allmänna karaktärsdrag
- Totalvikt: 1345 ton
- Totallängd: 77,6 meter
- Totalbredd: 7,3 meter
- Höjd: 9,6 meter
- Drivkraft: I ytläge 3200 hästkrafter (2400 kilowatt), i undervattensläge 750 hästkrafter (560 kilowatt)
- Hastighet: I ytläge 17,6 knop (33 km/h), i undervattensläge 7,9 knop (15 km/h)
- Räckvidd: I ytläge 23 500 km vid 10 knops (19 km/h) hastighet, i undervattensläge 120 km vid 4 knops (7 km/h) hastighet
- Torpeder: 39 stycken (4 torpedtuber i fören, 1 torpedtuber i aktern)
- Däcksbeväpning: Ingen
- Besättning: 46–52 personer
- Maxdjup: 200 meter